# Landtagswahlkreis Querfurt
Der Landtagswahlkreis Querfurt (Wahlkreis 32) ist ein Landtagswahlkreis in Sachsen-Anhalt. Er umfasste zur Landtagswahl in Sachsen-Anhalt 2021 Teile des Saalekreises, des Landkreises Mansfeld-Südharz und des Burgendlandkreises.
Vom Saalekreis waren das die Einheitsgemeinden Goethestadt Bad Lauchstädt, Mücheln (Geiseltal) und Querfurt sowie die Verbandsgemeinde Weida-Land mit den Gemeinden Barnstädt, Farnstädt, Nemsdorf-Göhrendorf, Obhausen, Schraplau und Steigra. Vom Landkreis Mansfeld-Südharz war das die Stadt Allstedt. Vom Burgenlandkreis war das die Verbandsgemeinde An der Finne mit den Gemeinden An der Poststraße, Bad Bibra, Eckartsberga, Finne, Finneland, Kaiserpfalz und Lanitz-Hassel-Tal.
Der Wahlkreis wird in der achten Legislaturperiode des Landtages von Sachsen-Anhalt von Eva Feußner vertreten, die das Direktmandat bei der Landtagswahl am 6. Juni 2021 mit 34,8 % der Erststimmen gewann. Davor wurde der Wahlkreis von 2016 bis 2021 von Gottfried Backhaus vertreten. Eva Feußner war von 1994 bis 2016 direkt gewählte Abgeordnete im Landtagswahlkreis Nebra.

## Wahl 2021
Im Vergleich zur Landtagswahl 2016 wurde der Zuschnitt des Wahlkreises nicht verändert. Der Name des Wahlkreises blieb gleich, die Nummer wurde jedoch von 40 auf 32 geändert.
Es traten sieben Direktkandidaten an. Von den Direktkandidaten der vorhergehenden Wahl trat nur Eva Feußner erneut an. Hans-Thomas Tillschneider gewann bei der Wahl 2016 das Direktmandat im Landtagswahlkreis Bad Dürrenberg-Saalekreis. Eva Feußner gewann mit 34,8 % der Erststimmen das Direktmandat. Hans-Thomas Tillschneider zog über Platz 3 der Landesliste der AfD ebenfalls in den Landtag ein.
|                           |                      | Erst- stimmen | Erst- stimmen | Zweit- stimmen | Zweit- stimmen |
| Bewerber                  | Partei               | Anzahl        | %             | Anzahl         | %              |
| ------------------------- | -------------------- | ------------- | ------------- | -------------- | -------------- |
| Wahlberechtigte           | Wahlberechtigte      | 45.947        | 100,0         | 45.947         | 100,0          |
| Wähler                    | Wähler               | 28.689        | 62,4          | 28.689         | 62,4           |
| Ungültige Stimmen         | Ungültige Stimmen    | 603           | 2,1           | 506            | 1,8            |
| Gültige Stimmen           | Gültige Stimmen      | 28.086        | 97,9          | 28.183         | 98,2           |
| davon                     |                      |               |               |                |                |
| Eva Feußner               | CDU                  | 9.786         | 34,8          | 10.898         | 38,7           |
| Hans-Thomas Tillschneider | AfD                  | 8.008         | 28,5          | 7.282          | 25,8           |
| Robert Brix               | DIE LINKE            | 3.993         | 14,2          | 2.826          | 10,0           |
| Aick Pietschmann          | SPD                  | 2.372         | 8,4           | 1.951          | 6,9            |
| Mika-Sören Erdmann        | GRÜNE                | 627           | 2,2           | 817            | 2,9            |
| Mathias Wolf              | FDP                  | 2.250         | 8,0           | 1.828          | 6,5            |
| –                         | FREIE WÄHLER         | –             | –             | 538            | 1,9            |
| –                         | NPD                  | –             | –             | 89             | 0,3            |
| –                         | Tierschutzpartei     | –             | –             | 297            | 1,1            |
| Michael Schelle           | Tierschutzallianz    | 1.050         | 3,7           | 312            | 1,1            |
| –                         | LKR                  | –             | –             | 13             | 0,0            |
| –                         | Die PARTEI           | –             | –             | 144            | 0,5            |
| –                         | Gartenpartei         | –             | –             | 185            | 0,7            |
| –                         | FBM                  | –             | –             | 58             | 0,2            |
| –                         | TIERSCHUTZ hier!     | –             | –             | 153            | 0,5            |
| –                         | dieBasis             | –             | –             | 482            | 1,7            |
| –                         | Klimaliste ST        | –             | –             | 7              | 0,0            |
| –                         | ÖDP                  | –             | –             | 22             | 0,1            |
| –                         | Die Humanisten       | –             | –             | 31             | 0,1            |
| –                         | Gesundheitsforschung | –             | –             | 117            | 0,4            |
| –                         | PIRATEN              | –             | –             | 94             | 0,3            |
| –                         | WiR2020              | –             | –             | 39             | 0,1            |

## Wahl 2016
Bei der Landtagswahl in Sachsen-Anhalt 2016 waren 48.216 Einwohner wahlberechtigt; die Wahlbeteiligung lag bei 62,2 %. Gottfried Backhaus gewann das Direktmandat für die AfD.
| Bewerber           | Partei       | Erststimmen in % | Zweitstimmen in % |
| ------------------ | ------------ | ---------------- | ----------------- |
| Eva Feußner        | CDU          | 29,0             | 29,4              |
| Andrei Fischer     | LINKE        | 17,1             | 15,3              |
| Manuela Hartung    | SPD          | 11,3             | 9,2               |
| Kathrin Tarricone  | FDP          | 6,1              | 5,4               |
| Axel Wondratzek    | GRÜNE        | 3,3              | 3,1               |
| –                  | Freie Wähler | –                | 1,8               |
| –                  | NPD          | –                | 2,8               |
| Gottfried Backhaus | AfD          | 33,1             | 28,8              |
| –                  | Sonstige     | –                | 4,2               |

## Wahl 2011
Bei der Landtagswahl in Sachsen-Anhalt 2011 waren 40.925 Einwohner wahlberechtigt; die Wahlbeteiligung lag bei 49,5 %. Nicole Rotzsch gewann das Direktmandat für die CDU.
| Bewerber        | Partei           | Erststimmen in % | Zweitstimmen in % |
| --------------- | ---------------- | ---------------- | ----------------- |
| Nicole Rotzsch  | CDU              | 36,7             | 32,6              |
| Matthias Höhn   | Die Linke        | 23,8             | 24,4              |
| Steffen Eichner | SPD              | 18,7             | 19,9              |
| Andreas Hannig  | FDP              | 5,3              | 5,9               |
| Andreas Löhne   | GRÜNE            | 5,2              | 4,9               |
| Dirk Luther     | Freie Wähler     | 4,8              | 2,8               |
| –               | KPD              | –                | 0,2               |
| –               | MLPD             | –                | 0,2               |
| Denny Winter    | NPD              | 5,5              | 6,1               |
| –               | ödp              | –                | 0,1               |
| –               | Tierschutzpartei | –                | 1,4               |
| –               | Piraten          | –                | 1,2               |
| –               | SPV              | –                | 0,4               |

## Wahl 2006
Bei der Landtagswahl in Sachsen-Anhalt 2006 traten folgende Kandidaten an:
| Name                              | Partei          | Anteil der Erststimmen |
| --------------------------------- | --------------- | ---------------------- |
| Nicole Rotzsch                    | CDU             | 38,6 %                 |
| Matthias Höhn                     | Die Linke       | 24,5 %                 |
| Thomas Spiegel                    | SPD             | 18,8 %                 |
| Axel Kästner                      | FDP             | 9,5 %                  |
| Andreas Müller                    | GRÜNE           | 2,8 %                  |
| Bettina Wilke                     | BBW             | 1,9 %                  |
| Michael Kloss                     | Off D-STATT-DSU | 2,2 %                  |
| Bertram Möser                     | GUT             | 1,8 %                  |
| Wahlberechtigte: 46.466 Einwohner |                 |                        |
| Wahlbeteiligung: 44,7 %           |                 |                        |